# タイ諸語
タイ諸語（英語: Tai languages）、またはチワン・
タイ諸語（中国語：壯傣語支）は、タイ・カダイ語族（クラ・ダイ語族）に属する言語群である。

## 概要

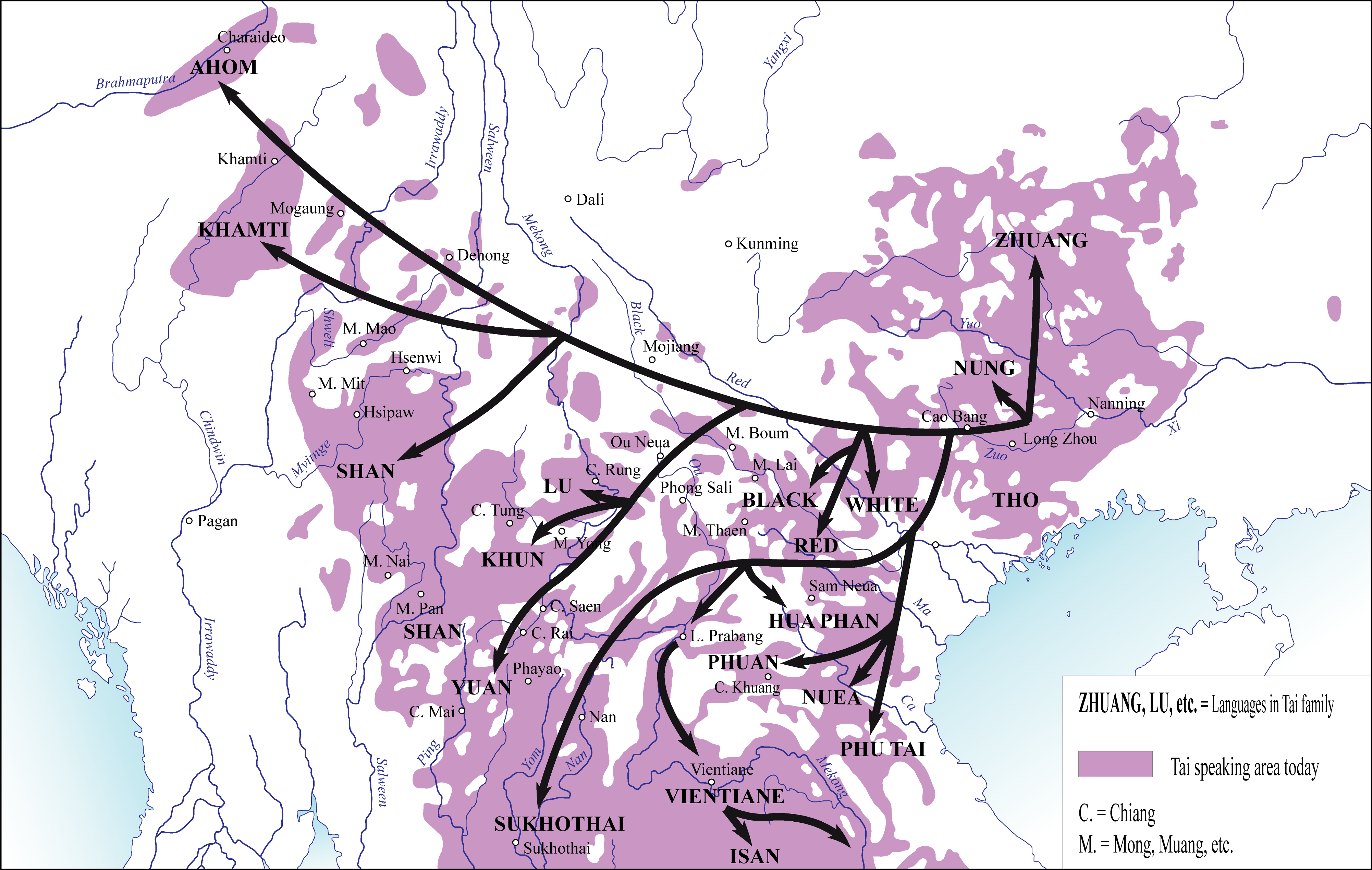
タイ諸語の歴史的拡散図

プイ語、タイ語、ラオス語、シャン語、タイー語、儂語、カムティ語、アーホム語等の言語が中国、東南アジアを中心に分布している。同諸語の分岐については諸説あり、ベトナム人に対するチワン族とタイ人の外名が共にkɛɛuA1であることから、テキサス大学アーリントン校の艾杰瑞は、壮語(Central Tai language)と西南タイ語(Southwest Tai languages)は早ければ交趾郡の置かれた紀元前112年、遅くとも5, 6世紀には分裂したと仮定したが、ピタヤワット・ピタヤポーン(Pittayawat Pittayaporn)は、Pittayawat Pittayaporn(2014)で8～10世紀に分裂したという仮説を出している。

## 下位言語
タイ諸語に属する言語は以下の通り。言語名の右にある括弧内のアルファベットはSILコードと使用される国および地域。
- 北部タイ諸語（英語版）
  - プイ語 (中国)
  - タイ・メネ語（英語版）(ラオス)
  - ヨイ語（英語版）(タイ)
  - 北チワン語 (以前はccxが使用されていた)
    - 桂辺チワン語（英語版） (zgn)
    - 柳江チワン語 (zlj)
    - 丘北チワン語（中国語版） (zqe)
    - 桂北チワン語 (zgb)
    - 右江チワン語（英語版） (zyj)
    - 中紅水河チワン語 (zch)
    - 東紅水河チワン語 (zeh)
    - 柳黔チワン語 (zlq)
    - 邕北チワン語（英語版） (zyb)
    - 連山チワン語（中国語版） (zln)
- 中部タイ諸語
  - 南チワン語 (以前はccyが使用されていた)
    - 硯広チワン語（英語版） (zhn)
    - 徳靖チワン語（英語版） (zyg)
    - 民講語（英語版） (zgm)
    - 邕南チワン語（英語版） (zyn)
    - 左江チワン語（英語版） (zzj)
    - 文馬チワン語（英語版） (zhd)

  - カオラン語（英語版） (mlc) (ベトナム)
  - 儂語（英語版） (nut) (ベトナム)
  - ツン・ラオ語（英語版） (tsl) (ベトナム)
  - タイー語 (tyz) (ベトナム)
- 中東部
  - 西北部
    - トゥルン語（英語版） (インド)
- 西南タイ諸語（英語版）
  - 傣雅語（英語版） (cuu) (中国)※1
  - 中東部
    - Chiang Saeng
      - プアン語（英語版） (タイ)
      - タイ・デン語（中国語版） (ベトナム)
      - タイ・ダム語（中国語版） (ベトナム)
      - タイ・ドン語（中国語版） (ベトナム)
      - タイ・パオ語（英語版） (thc) (ベトナム)
      - タイー・タック語（英語版）(tyt) (ベトナム)
      - タイ語 (tha) (タイ)
      - タイ・ソン語（英語版） (soa) (タイ)
      - 北タイ語 (nod) (タイ)
      - 文麻チワン語（中国語版） (tyl) (ベトナム)

  - ラオス＝プー・タイ
    - ラオス語(ラオス)
    - ニャウ語（英語版） (nyw) (タイ)
    - プー・タイ語（英語版） (pht) (タイ)
    - イーサーン語(タイ)

  - 西北
    - アホム語（英語版） (aho) (インド)
    - タイ・アイトン語（英語版） (aio) (インド)
    - タイ・ルー語（英語版） (khb) (中国)
    - カムティ語（英語版） (kht) (ミャンマー)
    - キュン語（英語版） (kkh) (ミャンマー)
    - カムヤン語（英語版） (ksu) (インド)
    - タイ・パケ語（英語版） (phk) (インド)
    - シャン語 (shn) (ミャンマー)
    - タイ・ヌア語（英語版） (tdd) (中国)

  - パディ語（英語版） (pdi) (中国)
  - プコ語（英語版） (puk) (ラオス)
  - 南部
    - 南タイ語 (sou) (タイ)

  - タイ・ロン語（英語版） (thi) (ラオス)
  - タイ・タィン語（英語版） (tmm) (ベトナム)
  - サパ語（英語版） (tys) (ベトナム)
  - 未分類
    - 紅金タイ語（英語版） (tiz) (中国)
    - ヨン語（英語版） (yno) (タイ)
- リェン(Rien)語 (rie)
- タイ・カン語（英語版） (tnu) (ラオス)
- タイ・パオ語（英語版） (tpo) (ラオス)
- タイ・ドー語（英語版） (tyj) (ベトナム)
- 未分類
  - クァン語（英語版） (ラオス)

- ※1中国語では「紅金傣語」と表記されることもあり、その場合、紅金タイ語と傣雅語は「紅金傣語」の言語の方言とされる。
- ※2石語（中国語版）は北部タイ諸語に、臨高語はタイ諸語に分類されるという見方もある。

## 音韻
他のタイ・カダイ語族の言語との比較。
| 詞彙 | タイ語     | ラオス語  | 北タイ語   | イーサーン語 | シャン語          | タイ・ルー語 | チワン語 |
| ---- | ---------- | --------- | ---------- | ------------ | ----------------- | ------------ | -------- |
| 風   | /lom/      | /lóm/     | /lom/      | /lom/        | /lom4/            | /lom/        | /lum˧˩/  |
| 城   | /mɯaŋ/     | /mɯaŋ/    | /mɯaŋ/     | /mɯaŋ/       | /mɤŋ4/            | /mœŋ/        | /mɯŋ6/   |
| 陸   | /din/      | /din/     | /din/      | /din/        | /lǐn1/            | /din/        | /tin6/   |
| 火   | /fai/      | /fái/     | /fai/      | /fai/        | /pʰaj4/ or /fai4/ | /fai/        | /fei2/   |
| 心臓 | /hŭa tɕai/ | /hǔa cài/ | /hua tɕai/ | /hua tɕai/   | /ho1 tsaɯ1/       | /hua tɕai/   | /taɯ /   |
| 愛   | /rák/      | /hāk/     | /hag/      | /hag/        | /hak5/            | /hag/        | /nat2/   |
| 水   | /náːm/     | /nȃm/     | /nam/      | /nam/        | /nam5/            | /nam/        | /nam4/   |

## 関連リンク
- Glottolog - タイ諸語